# UB-49号潜艇
陛下之UB-49号艇是德意志帝国海军于第一次世界大战期间建造的其中一艘UB-III型近岸潜艇或称U艇。它由汉堡的布洛姆与福斯船厂承建，于1917年1月6日新船下水，至同年6月28日交付使用。其全长55.3米，水面及水下排水量分别为516吨和651吨，艇载武器则包括五具500毫米鱼雷发射管以及一门88毫米口径甲板炮。
UB-49号的整个服役生涯都是在驻奥匈帝国海军基地普拉的地中海区舰队度过（奥匈编号为U-80号），并参与了地中海潜艇战。在八次巡逻期间，该艇累计击沉38艘协约国或中立国商船以及2艘辅助军舰，容积总吨为72817吨。1918年10月，随着奥匈帝国投降，UB-49号经挪威撤回基尔。它于1919年1月16日移交英国，至1922年在斯旺西拆解报废。

## 设计
UB-49号是汉堡布洛姆与福斯船厂承建的UB-III型首批次（UB-48至UB-53号）的二号艇，由德意志帝国海军潜艇监察局于1916年5月20日向订购，至1917年1月6日下水。其全长55.3米，舷宽5.8米。艇体采用双壳体结构，水面及水下排水量分别为516吨和651吨，浮起时的吃水深度为3.68米。由于无需像UC-II型艇那样提供水雷布设装置，设计工程师对潜艇舷弧进行了优化，增大了司令塔体积，配备两具潜望镜，司令塔与控制室之间增加一道水密舱壁。这些改进显著提高了潜艇的水下机动性和生存力。为了达到更高的航速，UB-49号采用两台猛狮六缸四冲程550匹公制馬力（405千瓦特）柴油机用于水面运行，以及两台394匹公制馬力（290千瓦特）的西门子-舒克特电动发电机用于水下航行；水面最高航速13.6節（25.2每小時），水下8節（15每小時）；能够在水面以6節（11每小時）航速续航9,040海里（16,740），或以4節（7.4每小時）连续在水下航行55海里（102）而无需充电。
UB-49号的主武器为五具500毫米艇艏鱼雷发射管，其中艇艏四具采用层叠式布局分居两侧、艇艉一具，并可搭载合共10枚G6型鱼雷。辅助武器则是一门88毫米30倍径速射炮。其标准船员编制为3名军官加31名水兵。

## 服役历史
1917年6月28日，UB-49号在前UB-43号艇长、海军上尉汉斯-约阿希姆·冯·梅伦廷的指挥下正式入役，随即展开海试。完成海试后，该艇于8月22日从基尔启程，独力巡逻前往地中海，并于四天后穿越奥克尼－设得兰屏障。在突破直布罗陀海峡前，UB-49号共击沉6艘（12407总吨）、击伤1艘（5646总吨）协约国或中立国商船。9月9日，由于燃料泄漏，UB-49号被迫改变航向，前往中立国西班牙的加的斯，并一度被扣押在当地的卡拉卡兵工厂。虽然西班牙当局并不打算在战争期间释放该艇，但其船员仍设法修复了受损的油箱，并补充了足够前往卡塔罗的燃油。10月6日，UB-49号逃出港口，至九天后在不剩任何燃料的情况下抵达卡塔罗，加入地中海潜艇区舰队。经过重新加油，UB-49号于10月18日驶向普拉，在当地展开全面维修。
12月11日，UB-49号离开普拉前往热那亚湾巡逻。它在巡逻首日便遭到敌方潜艇的攻击，但成功避开。16日，UB-49号在与一个岸基炮台交火的同时，还击沉了2艘意大利帆船。四天后，该艇设法袭击了一支离开热那亚的护航船队，造成2艘轮船沉没、1艘受损；翌日又击沉、击伤各1艘。随后两天，2395总吨的皮埃蒙特号（Piemonte）和4418总吨的卡博托号（Caboto）也相继遭到UB-49号的鱼雷袭击，造成1艘受损、1艘沉没。是次巡逻中UB-49号的最后一枚鱼雷于12月25日在斯卡拉附近射出，击沉了5310总吨、正从卡拉奇运送大麦前往那不勒斯的英国货轮安巴拉号（Umballa），导致15人罹难。
1918年1月23日至2月13日，UB-49号再次在热那亚湾巡逻，击沉了8艘意大利和1艘丹麦帆船、1艘英国轮船以及一艘提供护航的意大利武装拖网船G32号。在返回卡塔罗的途中，UB-49号在马耳他东部发生水柜故障，一度失控沉入至67米深。通过使用压缩空气排空所有水柜，UB-49号得以重新浮出水面，继续其前往卡塔罗的航程。
UB-49号于3月5日离开卡塔罗，前往第勒尼安海执行第五次巡逻。从3月13日起，梅伦廷持续追击一支从热那亚开往那不勒斯的护航船队，在两天内成功击沉了4艘轮船中的3艘。而在撒丁岛以东，1艘意大利轮船和1艘法国军用拖船乌得勒支号（Utrecht）也成为了UB-49号的牺牲品。从3月19日至21日，UB-49号在那不勒斯湾作战，击沉了3艘意大利帆船，并炮轰了奇维塔韦基亚的防御工事。至3月25日，由于其中一台发电机发生火灾，迫使UB-49号返回基地。
5月11日，UB-49号展开第六次战争巡逻，驶入利翁湾和地中海西部。在5月的最后一周，梅伦廷成功地袭击了巴利阿里群岛南部的协约国航运，击沉了三艘轮船。至6月2日，UB-49号因燃料不足而返回普拉进行大修，并在返程途中击沉了8277总吨、正从卡拉奇开往马赛法国轮船机械师东泽尔号（Mecanicien Donzel）。这也是被UB-49号击沉的最大型船舶。当潜艇于6月12日抵达普拉后，梅伦廷将UB-49号的指挥权移交予海军中尉阿尔弗雷德·埃伦斯贝格尔。
在埃伦斯贝格尔麾下，UB-49号于三个月后再次出海，前往地中海西部。但埃伦斯贝格尔取得的成就远不如前任——在之后的两次巡逻中，戒备森严的协约国护航船队日益频繁地将UB-49号压制在水面之下；尽管如此，埃伦斯贝格尔还是设法在西班牙海岸附近击沉了两艘船。
1918年10月，已经可以预见奥匈帝国将很快解体并退出战争。10月24日，时任海军总参谋长的赖因哈德·舍尔上将命令，将所有在地中海的适航潜艇突破封锁遣回德国，以免在奥匈帝国停战后落入敌手；而无法航行的潜艇则会被凿沉。UB-49号于10月29日从普拉启程，在1918年11月的最后一周取道挪威港口勒维克，至11月29日与另外13艘来自地中海的德国潜艇一同返抵基尔。在为期一年多的服役生涯中，UB-49号共击沉38艘商船以及2艘辅助军舰，容积总吨为72817吨。战后，根据停战协议的要求，UB-49号于1919年1月16日被引渡至英国正式向协约国投降，并最终于1922年在斯旺西拆解报废。

## 袭击历史摘要
| 日期           | 船名                 | 船籍           | 吨位 | 结局 |
| -------------- | -------------------- | -------------- | ---- | ---- |
| 1917年9月2日   | 加拉加斯号           | 挪威           | 1077 | 击沉 |
| 1917年9月4日   | 狄奥多拉号           | 希腊           | 2899 | 击沉 |
| 1917年9月6日   | 莫伊纳号             | 法國           | 168  | 击沉 |
| 1917年9月7日   | 布罗德米德号         | 英国           | 5646 | 击伤 |
| 1917年9月7日   | 卡萨布兰卡号         | 葡萄牙         | 31   | 击沉 |
| 1917年9月7日   | 弗格森氏族号         | 英国           | 4808 | 击沉 |
| 1917年9月7日   | 洪斯布里奇号         | 英国           | 3424 | 击沉 |
| 1917年12月16日 | 纽约号               | 義大利王國     | 442  | 击沉 |
| 1917年12月16日 | 保拉的圣方济各号     | 義大利王國     | 51   | 击沉 |
| 1917年12月18日 | 朱利奥·S号           | 義大利王國     | 151  | 击伤 |
| 1917年12月20日 | 现实号               | 義大利王國     | 4791 | 击沉 |
| 1917年12月20日 | 雷金号               | 挪威           | 1845 | 击沉 |
| 1917年12月20日 | 骏河号               | 美国           | 4374 | 击伤 |
| 1917年12月21日 | 勃朗峰号             | 義大利王國     | 6968 | 击伤 |
| 1917年12月21日 | 斯特龙博利号         | 義大利王國     | 5356 | 击沉 |
| 1917年12月22日 | 皮埃蒙特号           | 義大利王國     | 2395 | 击伤 |
| 1917年12月23日 | 卡博托号             | 義大利王國     | 4418 | 击沉 |
| 1917年12月25日 | 安巴拉号             | 英国           | 5310 | 击沉 |
| 1918年1月26日  | 卡特琳娜号           | 義大利王國     | 22   | 击沉 |
| 1918年1月28日  | 埃尔莎号             | 義大利王國     | 165  | 击沉 |
| 1918年1月28日  | 利西号               | 義大利王國     | 247  | 击沉 |
| 1918年1月29日  | 艾达号               | 義大利王國     | 179  | 击沉 |
| 1918年1月29日  | 法妮号               | 義大利王國     | 74   | 击沉 |
| 1918年1月29日  | 劳动号               | 義大利王國     | 160  | 击沉 |
| 1918年1月29日  | 露西娅·马丁尼号      | 義大利王國     | 160  | 击沉 |
| 1918年1月29日  | 保罗·梅里加号        | 義大利王國     | 127  | 击沉 |
| 1918年2月4日   | 教廷队长号           | 英国           | 6600 | 击伤 |
| 1918年2月7日   | G32号                | 意大利皇家海军 | 237  | 击沉 |
| 1918年2月7日   | 梅特号               | 丹麦           | 118  | 击沉 |
| 1918年3月13日  | 翁塔号               | 英国           | 5422 | 击伤 |
| 1918年3月13日  | S·保拉的圣方济各·D号 | 義大利王國     | 26   | 击沉 |
| 1918年3月14日  | 蕾蒂西娅公主号       | 義大利王國     | 4011 | 击沉 |
| 1918年3月15日  | 麦克杜格尔氏族号     | 英国           | 4710 | 击沉 |
| 1918年3月17日  | 的黎波里号           | 義大利王國     | 1743 | 击沉 |
| 1918年3月18日  | 乌得勒支号           | 法国海军       | 293  | 击沉 |
| 1918年3月19日  | 保拉的圣方济各号     | 義大利王國     | 70   | 击沉 |
| 1918年3月19日  | 乔瓦尼·阿尔博内塞号  | 義大利王國     | 497  | 击沉 |
| 1918年3月20日  | 安吉洛·拉法埃莱号    | 義大利王國     | 53   | 击沉 |
| 1918年3月21日  | 但丁·C号             | 義大利王國     | 129  | 击沉 |
| 1918年3月25日  | 卡洛·斯普伦多尔号    | 義大利王國     | 105  | 击沉 |
| 1918年5月26日  | 乐嘉号               | 法國           | 1658 | 击沉 |
| 1918年5月27日  | 卡梅拉号             | 義大利王國     | 128  | 击沉 |
| 1918年5月27日  | 乌干达号             | 英国           | 5431 | 击沉 |
| 1918年5月28日  | 彼得罗·马龙切利号    | 義大利王國     | 5143 | 击沉 |
| 1918年6月3日   | 机械师东泽尔号       | 法國           | 8277 | 击沉 |
| 1918年9月27日  | 哈塔苏号             | 英国           | 3193 | 击沉 |
| 1918年10月1日  | 弗兰科利号           | 西班牙         | 1241 | 击沉 |

## 脚注
1. ↑  Rössler，第65頁.
2. 1 2 3  Helgason, Guðmundur. . German and Austrian U-boats of World War I - Kaiserliche Marine - Uboat.net.   [2022-04-19].
3. 1 2 3 4  Gröner 1991，第25-30頁.
4. 1 2  Helgason, Guðmundur. . German and Austrian U-boats of World War I - Kaiserliche Marine - Uboat.net.   [2009-02-12].
5. 1 2  Helgason, Guðmundur. . German and Austrian U-boats of World War I - Kaiserliche Marine - Uboat.net.   [2022-04-19].
6. ↑  陈进，第239頁.
7. 1 2 3 4 5 6 7 8  Helgason, Guðmundur. . German and Austrian U-boats of World War I - Kaiserliche Marine - Uboat.net.   [2010-01-25].
8. ↑  NARS，第54頁.
9. ↑  Helgason, Guðmundur. . German and Austrian U-boats of World War I - Kaiserliche Marine - Uboat.net.   [2022-04-19].
10. ↑  Helgason, Guðmundur. . German and Austrian U-boats of World War I - Kaiserliche Marine - Uboat.net.   [2022-04-19].
11. ↑  Helgason, Guðmundur. . German and Austrian U-boats of World War I - Kaiserliche Marine - Uboat.net.   [2022-04-19].
12. ↑  Helgason, Guðmundur. . German and Austrian U-boats of World War I - Kaiserliche Marine - Uboat.net.   [2022-04-19].
13. 1 2  Bendert，第123-125頁.
14. ↑  Helgason, Guðmundur. . German and Austrian U-boats of World War I - Kaiserliche Marine - Uboat.net.   [2022-04-19].
15. ↑  Helgason, Guðmundur. . German and Austrian U-boats of World War I - Kaiserliche Marine - Uboat.net.   [2022-04-19].
16. ↑  陈进，第268-269頁.